# فهرست جایزه‌ها و نامزدی‌های جیم کری

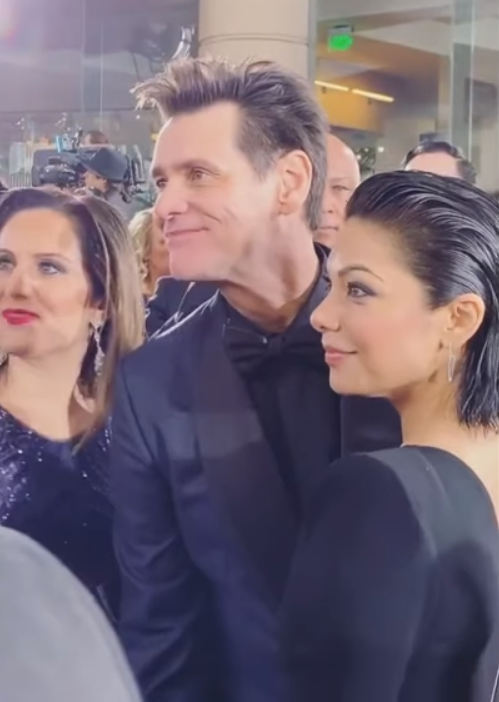
کری در هفتاد و ششمین مراسم گلدن گلوب

زندگی حرفه‌ای جیم کری در طول چندین دهه به او اجازه داده تا جوایز زیادی را کسب کند.

## انجمن‌های بزرگ

### جوایز فیلم بفتا
۰ برنده از ۱ نامزدی
| سال  | اثر نامزدشده          | رده                                   | نتیجه    | منبع |
| ---- | --------------------- | ------------------------------------- | -------- | ---- |
| ۲۰۰۵ | آفتاب ابدی یک ذهن پاک | جایزه بفتای بهترین بازیگر نقش اول مرد | نامزدشده |      |

### جوایز گلدن گلوب
۲ برنده از ۷ نامزدی
| سال  | اثر نامزدشده                | رده                                                  | نتیجه    | منبع  |
| ---- | --------------------------- | ---------------------------------------------------- | -------- | ----- |
| ۱۹۹۵ | ماسک                        | بهترین بازیگر مرد – فیلم موزیکال یا کمدی             | نامزدشده | [ ۱ ] |
| ۱۹۹۸ | دروغگو دروغگو               | بهترین بازیگر مرد – فیلم موزیکال یا کمدی             | نامزدشده | [ ۲ ] |
| ۱۹۹۹ | نمایش ترومن                 | بهترین بازیگر مرد – فیلم درام                        | برنده    | [ ۳ ] |
| ۲۰۰۰ | مرد روی ماه                 | بهترین بازیگر مرد – فیلم موزیکال یا کمدی             | برنده    | [ ۴ ] |
| ۲۰۰۱ | چگونه گرینچ کریسمس را دزدید | بهترین بازیگر مرد – فیلم موزیکال یا کمدی             | نامزدشده | [ ۵ ] |
| ۲۰۰۵ | آفتاب ابدی یک ذهن پاک       | بهترین بازیگر مرد – فیلم موزیکال یا کمدی             | نامزدشده | [ ۶ ] |
| ۲۰۱۹ | شوخی کردن                   | بهترین بازیگر مرد – مجموعه تلویزیونی موزیکال یا کمدی | نامزدشده | [ ۷ ] |

### جوایز گرمی
۰ برنده از ۱ نامزدی
| سال  | اثر نامزدشده                                   | رده                         | نتیجه    | منبع |
| ---- | ---------------------------------------------- | --------------------------- | -------- | ---- |
| ۲۰۰۶ | سرگذشت ناگوار، داستان‌های لمونی اسنیکت: شروع بد | بهترین آلبوم شنیداری کودکان | نامزدشده |      |

### جوایز انجمن بازیگران فیلم
۰ برنده از ۱ نامزدی
| سال  | اثر نامزدشده | رده                       | نتیجه    | منبع  |
| ---- | ------------ | ------------------------- | -------- | ----- |
| ۲۰۰۰ | مرد روی ماه  | بازیگر نقش اول مرد برجسته | نامزدشده | [ ۸ ] |

## جوایز تماشاگران

### جوایز شموز طلایی
۰ برنده از ۱ نامزدی
| سال  | اثر نامزدشده          | رده               | نتیجه    | منبع |
| ---- | --------------------- | ----------------- | -------- | ---- |
| ۲۰۰۴ | آفتاب ابدی یک ذهن پاک | بهترین بازیگر سال | نامزدشده |      |

### جوایز سینمایی و تلویزیونی ام‌تی‌وی
۱۱ برنده از ۲۵ نامزدی
| سال  | اثر نامزدشده                            | رده                                                          | نتیجه    | منبع |
| ---- | --------------------------------------- | ------------------------------------------------------------ | -------- | ---- |
| ۱۹۹۴ | ایس ونچورا: کارآگاه حیوانات             | بهترین اجرای کمدی                                            | نامزدشده |      |
| ۱۹۹۵ | ماسک                                    | بهترین اجرای کمدی                                            | نامزدشده |      |
| ۱۹۹۵ | ماسک                                    | بهترین سکانس رقص (به اشتراک گذاشت با کامرون دیاز)            | نامزدشده |      |
| ۱۹۹۵ | خنگ و خنگ‌تر                             | بهترین اجرای کمدی                                            | برنده    |      |
| ۱۹۹۵ | خنگ و خنگ‌تر                             | بهترین اجرای دو نفره روی صحنه (به اشتراک گذاشت با جف دانیلز) | نامزدشده |      |
| ۱۹۹۵ | خنگ و خنگ‌تر                             | بهترین بوسه (به اشتراک گذاشت با لورن هالی)                   | برنده    |      |
| ۱۹۹۶ | ایس ونچورا: هنگامی که طبیعت فرا می‌خواند | بهترین بازیگر در یک فیلم                                     | برنده    |      |
| ۱۹۹۶ | ایس ونچورا: هنگامی که طبیعت فرا می‌خواند | بهترین اجرای کمدی                                            | برنده    |      |
| ۱۹۹۶ | ایس ونچورا: هنگامی که طبیعت فرا می‌خواند | بهترین بوسه (به اشتراک گذاشت با سوفی اوکوندو)                | نامزدشده |      |
| ۱۹۹۶ | بتمن برای همیشه                         | بهترین نقش منفی                                              | نامزدشده |      |
| ۱۹۹۷ | پسر کابلی                               | بهترین اجرای کمدی                                            | برنده    |      |
| ۱۹۹۷ | پسر کابلی                               | بهترین نقش منفی                                              | برنده    |      |
| ۱۹۹۷ | پسر کابلی                               | بهترین دعوا (به اشتراک گذاشت با متیو برودریک)                | نامزدشده |      |
| ۱۹۹۸ | دروغگو دروغگو                           | بهترین اجرای کمدی                                            | برنده    |      |
| ۱۹۹۹ | نمایش ترومن                             | بهترین بازیگر در یک فیلم                                     | برنده    |      |
| ۲۰۰۰ | مرد روی ماه                             | بهترین بازیگر در یک فیلم                                     | نامزدشده |      |
| ۲۰۰۱ | من، خودم و آیرین                        | بهترین اجرای کمدی                                            | نامزدشده |      |
| ۲۰۰۱ | چگونه گرینچ کریسمس را دزدید             | جایزه سینمایی ام‌تی‌وی بهترین نقش منفی                         | برنده    |      |
| ۲۰۰۴ | بروس قادر مطلق                          | بهترین اجرای کمدی                                            | نامزدشده |      |
| ۲۰۰۴ | بروس قادر مطلق                          | بهترین بوسه (به اشتراک گذاشت با جنیفر انیستون)               | نامزدشده |      |
| ۲۰۰۵ | سرگذشت ناگوار، داستان‌های لمونی اسنیکت   | بهترین نقش منفی                                              | نامزدشده |      |
| ۲۰۰۶ | جیم کری                                 | جایزه ام‌تی‌وی جنریشن                                          | برنده    |      |
| ۲۰۰۹ | مرد بله‌گو                               | بهترین اجرای کمدی                                            | برنده    |      |
| ۲۰۱۴ | گوینده ۲: افسانه ادامه دارد             | بهترین دعوا                                                  | نامزدشده |      |

### جوایز برگزیده کودکان نیکلودین
۶ برنده از ۱۵ نامزدی
| سال  | اثر نامزدشده                                            | رده                             | نتیجه    | منبع         |
| ---- | ------------------------------------------------------- | ------------------------------- | -------- | ------------ |
| ۱۹۹۵ | ایس ونچورا: کارآگاه حیوانات                             | بازیگر برگزیده                  | برنده    | [ ۹ ] [ ۱۰ ] |
| ۱۹۹۶ | ایس ونچورا: هنگامی که طبیعت فرا می‌خواند بتمن برای همیشه | بازیگر برگزیده                  | برنده    |              |
| ۱۹۹۷ | پسر کابلی                                               | بازیگر برگزیده                  | برنده    |              |
| ۱۹۹۸ | دروغگو دروغگو                                           | بازیگر برگزیده                  | نامزدشده |              |
| ۱۹۹۹ | نمایش ترومن                                             | بازیگر برگزیده                  | نامزدشده |              |
| ۲۰۰۱ | چگونه گرینچ کریسمس را دزدید                             | بازیگر برگزیده                  | برنده    |              |
| ۲۰۰۴ | بروس قادر مطلق                                          | بازیگر برگزیده                  | برنده    |              |
| ۲۰۰۵ | سرگذشت ناگوار، داستان‌های لمونی اسنیکت                   | بازیگر برگزیده                  | نامزدشده |              |
| ۲۰۰۶ | شوخی با دیک و جین                                       | بازیگر برگزیده                  | نامزدشده |              |
| ۲۰۰۹ | مرد بله‌گو                                               | بازیگر برگزیده                  | نامزدشده |              |
| ۲۰۰۹ | هورتون صدایی می‌شنود                                     | صدای برگزیده از یک فیلم انیمیشن | نامزدشده |              |
| ۲۰۱۰ | سرود کریسمس                                             | صدای برگزیده از یک فیلم انیمیشن | برنده    |              |
| ۲۰۱۲ | پنگوئن‌های آقای پاپر                                     | بازیگر برگزیده                  | نامزدشده |              |
| ۲۰۲۱ | سونیک خارپشت                                            | بازیگر برگزیده                  | نامزدشده | [ ۱۱ ]       |
| ۲۰۲۳ | سونیک خارپشت ۲                                          | بازیگر برگزیده                  | نامزدشده | [ ۱۲ ]       |

### جوایز برگزیده مردم
۴ برنده از ۸ نامزدی
| سال  | اثر نامزدشده                            | رده                                                   | نتیجه    | منبع |
| ---- | --------------------------------------- | ----------------------------------------------------- | -------- | ---- |
| ۱۹۹۶ | ایس ونچورا: هنگامی که طبیعت فرا می‌خواند | بازیگر برگزیده در یک فیلم کمدی                        | برنده    |      |
| ۲۰۰۱ | چگونه گرینچ کریسمس را دزدید             | ستاره فیلم برگزیده در یک کمدی                         | برنده    |      |
| ۲۰۰۵ | جیم کری                                 | بازیگر نقش اول برگزیده                                | نامزدشده |      |
| ۲۰۰۵ | جیم کری                                 | ستاره مرد بامزه برگزیده                               | برنده    |      |
| ۲۰۰۵ | آفتاب ابدی یک ذهن پاک                   | شیمی برگزیده روی صفحه (به اشتراک گذاشت با کیت وینسلت) | نامزدشده |      |
| ۲۰۰۹ | جیم کری                                 | ستاره مرد بامزه برگزیده                               | نامزدشده |      |
| ۲۰۱۰ | جیم کری                                 | ستاره کمدی برگزیده                                    | برنده    |      |
| ۲۰۱۲ | اداره                                   | ستاره مهمان تلویزیون برگزیده                          | نامزدشده |      |

### جوایز برگزیده نوجوانان
۵ برنده از ۱۷ نامزدی
| سال  | اثر نامزدشده                          | رده                                                   | نتیجه    | منبع |
| ---- | ------------------------------------- | ----------------------------------------------------- | -------- | ---- |
| ۲۰۰۰ | من، خودم و آیرین                      | برگزیده فیلم - صحنه محوشده تابستان                    | برنده    |      |
| ۲۰۰۱ | چگونه گرینچ کریسمس را دزدید           | فیلم برگزیده - هیسی فیت                               | برنده    |      |
| ۲۰۰۳ | بروس قادر مطلق                        | بازیگر فیلم برگزیده - کمدی                            | برنده    |      |
| ۲۰۰۳ | بروس قادر مطلق                        | فیلم برگزیده - شیمی (به اشتراک گذاشت با مورگان فریمن) | نامزدشده |      |
| ۲۰۰۳ | جیم کری                               | برگزیده - کمدین                                       | برنده    |      |
| ۲۰۰۴ | جیم کری                               | برگزیده - کمدین                                       | نامزدشده |      |
| ۲۰۰۵ | سرگذشت ناگوار، داستان‌های لمونی اسنیکت | بازیگر فیلم برگزیده - اکشن/ماجراجویی-هیجانی           | نامزدشده |      |
| ۲۰۰۵ | سرگذشت ناگوار، داستان‌های لمونی اسنیکت | فیلم برگزیده - دروغگو                                 | نامزدشده |      |
| ۲۰۰۵ | سرگذشت ناگوار، داستان‌های لمونی اسنیکت | فیلم برگزیده - پسر بد                                 | برنده    |      |
| ۲۰۰۵ | جیم کری                               | برگزیده - کمدین                                       | نامزدشده |      |
| ۲۰۰۶ | شوخی با دیک و جین                     | برگزیده بازیگر فیلم - کمدی                            | نامزدشده |      |
| ۲۰۰۶ | جیم کری                               | برگزیده - کمدین                                       | نامزدشده |      |
| ۲۰۰۷ | شماره ۲۳                              | بازیگر فیلم برگزیده - ترسناک / دلهره آور              | نامزدشده |      |
| ۲۰۰۹ | مرد بله‌گو                             | برگزیده بازیگر فیلم - کمدی                            | نامزدشده |      |
| ۲۰۰۹ | مرد بله‌گو                             | فیلم برگزیده - هیسی فیت                               | نامزدشده |      |
| ۲۰۰۹ | مرد بله‌گو                             | فیلم برگزیده - لحظه راک استار                         | نامزدشده |      |
| ۲۰۱۵ | خنگ و خنگ‌تر ۲                         | بازیگر فیلم برگزیده - کمدی                            | نامزدشده |      |
| ۲۰۱۵ | خنگ و خنگ‌تر ۲                         | فیلم برگزیده - شیمی (به اشتراک گذاشت با جف دنیلز)     | نامزدشده |      |

## جوایز منتقدان و انجمن

### جوایز انجمن سیرکت
۰ برنده از ۵ نامزدی
| سال  | اثر نامزدشده           | رده                   | نتیجه    | منبع |
| ---- | ---------------------- | --------------------- | -------- | ---- |
| ۱۹۹۸ | نمایش ترومن            | بهترین بازیگر نقش اول | نامزدشده |      |
| ۱۹۹۹ | مرد روی ماه            | بهترین بازیگر نقش اول | نامزدشده |      |
| ۲۰۰۴ | آفتاب ابدی یک ذهن پاک  | بهترین بازیگر نقش اول | نامزدشده |      |
| ۲۰۰۴ | آفتاب ابدی یک ذهن پاک  | بهترین گروه بازیگر    | نامزدشده |      |
| ۲۰۱۰ | دوستت دارم فیلیپ موریس | بهترین بازیگر نقش اول | نامزدشده |      |

### جوایز منتقدان فیلم بوستون
۱ برنده از ۱ نامزدی
| سال  | اثر نامزدشده | رده                   | نتیجه | منبع |
| ---- | ------------ | --------------------- | ----- | ---- |
| ۱۹۹۹ | مرد روی ماه  | بهترین بازیگر نقش اول | برنده |      |

### جوایز انجمن منتقدان فیلم شیکاگو
۰ برنده از ۲ نامزدی
| سال  | اثر نامزدشده                     | رده                | نتیجه    | منبع |
| ---- | -------------------------------- | ------------------ | -------- | ---- |
| ۱۹۹۵ | ماسک ایس ونچورا: کارآگاه حیوانات | آتیه‌دارترین بازیگر | نامزدشده |      |
| ۱۹۹۹ | نمایش ترومن                      | بهترین بازیگر      | نامزدشده |      |

### انجمن منتخب منتقدان
۱ برنده از ۲ نامزدی
| سال  | اثر نامزدشده | رده                                 | نتیجه    | منبع          |
| ---- | ------------ | ----------------------------------- | -------- | ------------- |
| ۲۰۲۱ | سونیک خارپشت | بهترین فرد شرور در یک فیلم          | برنده    | [ ۱۳ ] [ ۱۴ ] |
| ۲۰۲۱ | سونیک خارپشت | بهترین بازیگر در یک فیلم ابرقهرمانی | نامزدشده | [ ۱۳ ] [ ۱۴ ] |

### انجمن منتقدان فیلم دالاس‌فورت وورث
۱ برنده از ۱ نامزدی
| سال  | اثر نامزدشده | رده                       | نتیجه | منبع |
| ---- | ------------ | ------------------------- | ----- | ---- |
| ۱۹۹۹ | نمایش ترومن  | بهترین بازیگر نقش اول مرد | برنده |      |

### جوایز انجمن بین‌المللی سینمافیل
۱ برنده از ۱ نامزدی
| سال  | اثر نامزدشده          | رده                   | نتیجه | منبع |
| ---- | --------------------- | --------------------- | ----- | ---- |
| ۲۰۰۵ | آفتاب ابدی یک ذهن پاک | بهترین بازیگر نقش اول | برنده |      |

### جوایز بین‌المللی سینمای آنلاین
۱ برنده از ۱ نامزدی
| سال  | اثر نامزدشده          | رده                   | نتیجه | منبع |
| ---- | --------------------- | --------------------- | ----- | ---- |
| ۲۰۰۵ | آفتاب ابدی یک ذهن پاک | بهترین بازیگر نقش اول | برنده |      |

### حلقه منتقدان فیلم لندن
۱ برنده از ۲ نامزدی
| سال  | اثر نامزدشده                            | رده          | نتیجه    | منبع |
| ---- | --------------------------------------- | ------------ | -------- | ---- |
| ۱۹۹۵ | ماسک ایس ونچورا: کارآگاه حیوانات        | تازه‌وارد سال | برنده    |      |
| ۲۰۰۱ | مرد روی ماه چگونه گرینچ کریسمس را دزدید | بازیگر سال   | نامزدشده |      |

### جوایز انجمن فیلم و تلویزیون آنلاین
۰ برنده از ۷ نامزدی
| سال  | اثر نامزدشده                | رده                                                               | نتیجه    | منبع   |
| ---- | --------------------------- | ----------------------------------------------------------------- | -------- | ------ |
| ۱۹۹۹ | نمایش ترومن                 | بهترین بازیگر نقش اول                                             | نامزدشده | [ ۱۵ ] |
| ۱۹۹۹ | نمایش ترومن                 | بهترین بازیگر درام                                                | نامزدشده | [ ۱۵ ] |
| ۱۹۹۹ | نمایش ترومن                 | بهترین لحظه سینمایی (به اشتراک گذاشت با اد هریس و ناتاشا مک‌الهون) | نامزدشده | [ ۱۵ ] |
| ۲۰۰۰ | مرد روی ماه                 | بهترین بازیگر نقش اول                                             | نامزدشده | [ ۱۶ ] |
| ۲۰۰۱ | چگونه گرینچ کریسمس را دزدید | بهترین موسیقی، آهنگ اقتباسی («تو آدم بدی، آقای گرینچ»)            | نامزدشده | [ ۱۷ ] |
| ۲۰۰۵ | آفتاب ابدی یک ذهن پاک       | بهترین بازیگر نقش اول                                             | نامزدشده | [ ۱۸ ] |

### انجمن منتقدان فیلم آنلاین
۰ برنده از ۲ نامزدی
| سال  | اثر نامزدشده          | رده           | نتیجه    | منبع |
| ---- | --------------------- | ------------- | -------- | ---- |
| 2000 | مرد روی ماه           | بهترین بازیگر | نامزدشده |      |
| ۲۰۰۵ | آفتاب ابدی یک ذهن پاک | بهترین بازیگر | نامزدشده |      |

### جوایز انجمن منتقدان فیلم سن دیگو
۱ برنده از ۱ نامزدی
| سال  | اثر نامزدشده          | رده                   | نتیجه | منبع |
| ---- | --------------------- | --------------------- | ----- | ---- |
| ۲۰۰۴ | آفتاب ابدی یک ذهن پاک | بهترین بازیگر نقش اول | برنده |      |

### جوایز انجمن منتقدان فیلم تورنتو
۰ برنده از ۱ نامزدی
| سال  | اثر نامزدشده | رده              | نتیجه    | منبع |
| ---- | ------------ | ---------------- | -------- | ---- |
| ۱۹۹۹ | مرد روی ماه  | بهترین اجرا، مرد | نامزدشده |      |

### جوایز انجمن منتقدان فیلم منطقه واشینگتن دی سی
۰ برنده از ۱ نامزدی
| سال  | اثر نامزدشده          | رده                   | نتیجه    | منبع |
| ---- | --------------------- | --------------------- | -------- | ---- |
| ۲۰۰۴ | آفتاب ابدی یک ذهن پاک | بهترین بازیگر نقش اول | نامزدشده |      |

## جوایز جشنواره فیلم

### جوایز کنوانسیون شو وست
۲ برنده از ۲ نامزدی
| سال  | اثر نامزدشده | رده            | نتیجه | منبع |
| ---- | ------------ | -------------- | ----- | ---- |
| ۱۹۹۵ | جیم کری      | ستاره کمدی سال | برنده |      |
| ۲۰۰۰ | جیم کری      | ستاره مرد سال  | برنده |      |

### جوایز جشنواره هنرهای کمدی ایالات متحده
۱ برنده از ۱ نامزدی
| سال  | اثر نامزدشده | رده             | نتیجه | منبع |
| ---- | ------------ | --------------- | ----- | ---- |
| ۲۰۰۵ | جیم کری      | جایزه ستاره سال | برنده |      |

## جوایز بین‌المللی

### جوایز کمدی آمریکایی
۰ برنده از ۵ نامزدی
| سال  | اثر نامزدشده                            | رده                                              | نتیجه    | منبع |
| ---- | --------------------------------------- | ------------------------------------------------ | -------- | ---- |
| ۱۹۹۵ | ایس ونچورا: کارآگاه حیوانات             | بامزه‌ترین بازیگر نقش اول مرد در یک فیلم سینمایی  | نامزدشده |      |
| ۱۹۹۶ | ایس ونچورا: هنگامی که طبیعت فرا می‌خواند | بامزه‌ترین بازیگر نقش اول مرد در یک فیلم سینمایی  | نامزدشده |      |
| ۱۹۹۹ | نمایش ترومن                             | بامزه‌ترین بازیگر نقش اول مرد در یک فیلم سینمایی  | نامزدشده |      |
| ۱۹۹۹ | نمایش لری سندرز                         | خنده‌دارترین حضور مهمان مرد در یک سریال تلویزیونی | نامزدشده |      |
| ۲۰۰۰ | مرد روی ماه                             | بامزه‌ترین بازیگر نقش اول مرد در یک فیلم سینمایی  | نامزدشده |      |

### جوایز کمدی کانادایی
۰ برنده از ۲ نامزدی
| سال  | اثر نامزدشده                | رده                            | نتیجه    | منبع |
| ---- | --------------------------- | ------------------------------ | -------- | ---- |
| ۲۰۰۰ | مرد روی ماه                 | فیلم - اجرا - مرد              | نامزدشده |      |
| ۲۰۰۱ | چگونه گرینچ کریسمس را دزدید | فیلم - اجرای بسیار خنده‌دار مرد | نامزدشده |      |

### جوایز سینیوفوریا
۱ برنده از ۱ نامزدی
| سال  | اثر نامزدشده           | رده                              | نتیجه | منبع |
| ---- | ---------------------- | -------------------------------- | ----- | ---- |
| ۲۰۱۱ | دوستت دارم فیلیپ موریس | بهترین بازیگر - مسابقه بین‌المللی | برنده |      |

### جوایز امپایر
۰ برنده از ۲ نامزدی
| سال  | اثر نامزدشده                | رده           | نتیجه    | منبع |
| ---- | --------------------------- | ------------- | -------- | ---- |
| ۲۰۰۱ | چگونه گرینچ کریسمس را دزدید | بهترین بازیگر | نامزدشده |      |
| ۲۰۰۵ | آفتاب ابدی یک ذهن پاک       | بهترین بازیگر | نامزدشده |      |

### جوایز فیلم آنلاین ایتالیایی
۰ برنده از ۱ نامزدی
| سال  | اثر نامزدشده          | رده                   | نتیجه    | منبع |
| ---- | --------------------- | --------------------- | -------- | ---- |
| ۲۰۰۵ | آفتاب ابدی یک ذهن پاک | بهترین بازیگر نقش اول | نامزدشده |      |

### جایزه جوپیتر
۰ برنده از ۱ نامزدی
| سال  | اثر نامزدشده          | رده                     | نتیجه    | منبع |
| ---- | --------------------- | ----------------------- | -------- | ---- |
| ۲۰۰۵ | آفتاب ابدی یک ذهن پاک | بهترین بازیگر بین‌المللی | نامزدشده |      |

### جوایز فیلم ام‌تی‌وی، مکزیک
۱ برنده از ۱ نامزدی
| سال  | اثر نامزدشده   | رده                       | نتیجه | منبع |
| ---- | -------------- | ------------------------- | ----- | ---- |
| ۲۰۰۴ | بروس قادر مطلق | الهی‌ترین معجزه در یک فیلم | برنده |      |

### جوایز سفارش هنر و ادبیات، فرانسه
۱ برنده از ۱ نامزدی
| سال  | اثر نامزدشده | رده                            | نتیجه | منبع |
| ---- | ------------ | ------------------------------ | ----- | ---- |
| ۲۰۱۰ | جیم کری      | جایزه شوالیه نشان هنر و ادبیات | برنده |      |

### جوایز فیلم ملی روسیه
۰ برنده از ۲ نامزدی
| سال  | اثر نامزدشده          | رده                  | نتیجه    | منبع |
| ---- | --------------------- | -------------------- | -------- | ---- |
| ۲۰۰۵ | آفتاب ابدی یک ذهن پاک | جوایز فیلم ملی روسیه | نامزدشده |      |
| ۲۰۱۴ | جیم کری               | جوایز فیلم ملی روسیه | نامزدشده |      |

## جوایز متفرقه

### جوایز بلاکباستر انترتینمنت
۴ برنده از ۶ نامزدی
| سال  | اثر نامزدشده                | رده                              | نتیجه    | منبع |
| ---- | --------------------------- | -------------------------------- | -------- | ---- |
| ۱۹۹۵ | ایس ونچورا: کارآگاه حیوانات | مرد تازه‌وارد برگزیده، در ویدیو   | برنده    |      |
| ۱۹۹۵ | ایس ونچورا: کارآگاه حیوانات | بازیگر برگزیده - کمدی، روی ویدیو | برنده    |      |
| ۱۹۹۸ | دروغگو دروغگو               | بازیگر برگزیده - کمدی            | برنده    |      |
| ۱۹۹۹ | نمایش ترومن                 | بازیگر برگزیده - درام            | نامزدشده |      |
| ۲۰۰۱ | من، خودم و آیرین            | بازیگر برگزیده - کمدی/عاشقانه    | نامزدشده |      |
| ۲۰۰۱ | چگونه گرینچ کریسمس را دزدید | بازیگر برگزیده - کمدی            | برنده    |      |

### جوایز افتخارات چشم سینما
۱ برنده از ۱ نامزدی
| سال  | اثر نامزدشده               | رده            | نتیجه | منبع |
| ---- | -------------------------- | -------------- | ----- | ---- |
| ۲۰۱۸ | جیم و اندی: فراتر از بزرگی | فراموش نشدنی‌ها | برنده |      |

### جوایز دربی طلایی
۰ برنده از ۲ نامزدی
| سال  | اثر نامزدشده          | رده                   | نتیجه    | منبع |
| ---- | --------------------- | --------------------- | -------- | ---- |
| ۲۰۰۴ | آفتاب ابدی یک ذهن پاک | بهترین بازیگر نقش اول | نامزدشده |      |
| ۲۰۰۴ | آفتاب ابدی یک ذهن پاک | بهترین گروه بازیگران  | نامزدشده |      |

### جایزه تمشک طلایی
۰ برنده از ۲ نامزدی
| سال  | اثر نامزدشده                                 | رده               | نتیجه    | منبع |
| ---- | -------------------------------------------- | ----------------- | -------- | ---- |
| ۱۹۹۵ | ماسک ایس ونچورا: کارآگاه حیوانات خنگ و خنگ‌تر | بدترین ستاره جدید | نامزدشده |      |
| ۲۰۰۸ | شماره ۲۳                                     | بدترین بازیگر مرد | نامزدشده |      |

### جوایز راهنمای فیلم
۱ برنده از ۲ نامزدی
| سال  | اثر نامزدشده        | رده                           | نتیجه    | منبع |
| ---- | ------------------- | ----------------------------- | -------- | ---- |
| ۱۹۹۹ | نمایش ترومن         | بهترین بازیگر نقش اول         | برنده    |      |
| ۲۰۱۲ | پنگوئن‌های آقای پاپر | الهام‌بخش‌ترین عملکرد در فیلم‌ها | نامزدشده |      |

### جوایز موسیقی ویدئوی ام‌تی‌وی
۰ برنده از ۱ نامزدی
| سال  | اثر نامزدشده               | رده                     | نتیجه    | منبع |
| ---- | -------------------------- | ----------------------- | -------- | ---- |
| ۱۹۹۵ | ماسک «جیم کری: پیت کوبایی» | بهترین ویدیو از یک فیلم | نامزدشده |      |

### جوایز ستلایت
۰ برنده از ۲ نامزدی
| سال  | اثر نامزدشده          | رده                                       | نتیجه    | منبع |
| ---- | --------------------- | ----------------------------------------- | -------- | ---- |
| ۲۰۰۰ | مرد روی ماه           | بهترین بازیگر نقش مکمل مرد – فیلم سینمایی | نامزدشده |      |
| ۲۰۰۵ | آفتاب ابدی یک ذهن پاک | بهترین بازیگر نقش مکمل مرد – فیلم سینمایی | نامزدشده |      |

### جوایز ساترن
۰ برنده از ۳ نامزدی
| سال  | اثر نامزدشده                | رده               | نتیجه    | منبع |
| ---- | --------------------------- | ----------------- | -------- | ---- |
| ۱۹۹۹ | نمایش ترومن                 | بهترین بازیگر مرد | نامزدشده |      |
| ۲۰۰۱ | چگونه گرینچ کریسمس را دزدید | بهترین بازیگر مرد | نامزدشده |      |
| ۲۰۰۵ | آفتاب ابدی یک ذهن پاک       | بهترین بازیگر مرد | نامزدشده |      |

### جوایز فیلم بد بدبو
۰ برنده از ۲ نامزدی
| سال  | اثر نامزدشده                            | رده                                                      | نتیجه    | منبع |
| ---- | --------------------------------------- | -------------------------------------------------------- | -------- | ---- |
| ۱۹۹۵ | ایس ونچورا: هنگامی که طبیعت فرا می‌خواند | بدترین بازیگر نقش اول مرد                                | نامزدشده |      |
| ۲۰۰۵ | شوخی با دیک و جین                       | بدترین زوج روی صفحه نمایش (به اشتراک گذاشت با تیا لئونی) | نامزدشده |      |

### جوایز سرزمین تلویزیون
۱ برنده از ۲ نامزدی
| سال  | اثر نامزدشده   | رده                          | نتیجه    | منبع |
| ---- | -------------- | ---------------------------- | -------- | ---- |
| ۲۰۰۴ | در رنگ‌های زنده | ستاره بزرگ / صفحه نمایش کوچک | نامزدشده |      |
| ۲۰۱۲ | در رنگ‌های زنده | نمایش پیشگامانه              | برنده    |      |

### جوایز نظرسنجی فیلم صدای روستا
۰ برنده از ۱ نامزدی
| سال  | اثر نامزدشده           | رده                   | نتیجه    | منبع |
| ---- | ---------------------- | --------------------- | -------- | ---- |
| ۲۰۱۰ | دوستت دارم فیلیپ موریس | بهترین بازیگر نقش اول | نامزدشده |      |

### جایزه وبی
۱ برنده از ۱ نامزدی
| سال  | اثر نامزدشده           | رده                | نتیجه | منبع |
| ---- | ---------------------- | ------------------ | ----- | ---- |
| ۲۰۱۱ | تجدید دیدار رئیس‌جمهوری | بهترین عملکرد فردی | برنده |      |